# Bruce Yarnell
Bruce Yarnell (28 de diciembre de 1935-30 de noviembre de 1973) fue un actor estadounidense conocido por su participación en la segunda temporada (1961-1962) del western de la NBC Outlaws. 

## Biografía
Nacido en Los Ángeles, California, interpretó el papel por el que llegó a ser más conocido, el de ayudante del alguacil Chalk Breeson, al sustituir a Jock Gaynor (1929-1998), actor que había encarnado al ayudante Heck Martin. En la serie, Yarnell trabajó principalmente junto a Don Collier, que interpretaba al Marshal Will Foreman. Otros actores habituales en la serie fueron Slim Pickens y Barton MacLane (1902-1969).
Algunos de los episodios en los que actuó Yarnell fueron "Horse of a Similar Color", "The Outlaw Marshals", "Masterpiece", "The Cutups", "Chalk's Lot", y "The Connie Masters Story", un episodio en el que intervenía Judy Lewis, hija de Loretta Young y Clark Gable.
Tras Outlaws, hizo diferentes papeles televisivos, entre los que figuran los siguientes: Tom Kidwell en el drama de la NBC The Wide Country (1963), protagonizado por Earl Holliman y Andrew Prine; Muley Jones en dos episodios (1964-1965) de Bonanza (NBC); Capitán Jeb Winslow en un episodio (1965) de la producción de la CBS Hogan's Heroes, con Bob Crane; como artista invitado en The Smothers Brothers Show (CBS); como Frank E. Butler, el marido de Annie Oakley, en el telefilme Annie Get Your Gun (1967); y como Little John, su último papel televisivo, en la serie estadounidense de 1968 The Legend of Robin Hood.
Bruce Yarnell falleció en 1973 en un accidente aéreo. La avioneta que pilotaba, y en la que viajaban como pasajeros David y Teri Wirsching cayó en la zona de Los Ángeles. Antes del siniestro Yarnell había comunicado que el aparato perdía energía eléctrica y que estaba desorientado.
Su viuda, la cantante y profesora de canto Joan Patenaude-Yarnell, instituyó la Bruce Yarnell Scholarship para premiar a jóvenes barítonos. Yarnell había sido barítono, y cantó en la Ópera de San Francisco desde 1971 hasta su fallecimiento, grabando dos discos, House of the Lord y Bruce Yarnell Sings. Joan Patenaude había sido miembro de la Manhattan School of Music desde 1997.
Bruce Yarnell fue enterrado en el Cementerio  de la Misión San Fernando, al norte de Los Ángeles.